# Filosofický časopis
«Filosofický časopis» — старейший из ныне издаваемых философских журналов Чешской Республики.

## Общая информация
Издаётся в Праге с 1953 года. Учреждён Чехословацкой Академией наук. Ныне издателем журнала является Институт философии АН Чехии. Выходит 1 раз в 2 месяца. Главный редактор — Петр Дворжак (чеш. Petr Dvořák) Некоторое время главным редактором был Петр Горак.
Тематика журнала охватывает все разделы философии. В журнале публикуются оригинальные статьи по философии, историко-философские исследования, обзоры иностранной философской литературы, переводы. Авторами журнала являются как отечественные, так и зарубежные исследователи.
Журнал издаётся на чешском языке. Оригинальные статьи сопровождаются аннотациями на английском и немецком языках.
В 1990 году «Filosofický časopis» стал рецензируемым периодическим изданием. Включён в международные индексы цитирования (ERIH, ISI, Ulrich’s)..